# U-391 (tàu ngầm Đức)
U-391  là một tàu ngầm tấn công  Lớp Type VII thuộc phân lớp Type VIIC được Hải quân Đức Quốc Xã chế tạo trong Chiến tranh Thế giới thứ hai. Nhập biên chế năm 1943, nó chỉ thực hiện được một chuyến tuần tra duy nhất và không đánh chìm được mục tiêu nào trước khi bị một máy bay ném bom B-24 Liberator của Không quân Hoàng gia Anh đánh chìm về phía Tây Bắc mũi Ortegal, Tây Ban Nha vào ngày 13 tháng 12, 1943.

## Thiết kế và chế tạo

### Thiết kế

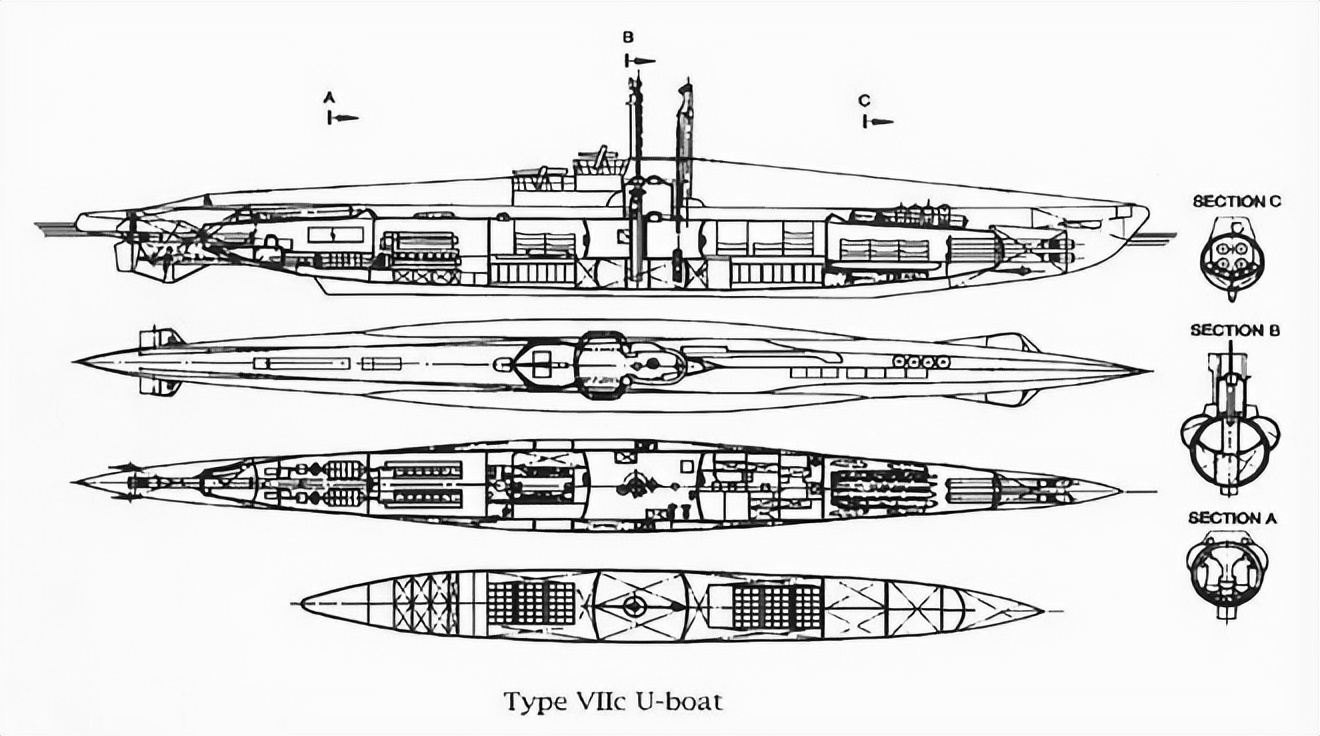
Sơ đồ các mặt cắt một tàu ngầm Type VIIC

Phân lớp VIIC của Tàu ngầm Type VII là một phiên bản VIIB được kéo dài thêm. Chúng có trọng lượng choán nước 769 t (757 tấn Anh) khi nổi và 871 t (857 tấn Anh) khi lặn). Con tàu có chiều dài chung 67,10 m (220 ft 2 in), lớp vỏ trong chịu áp lực dài 50,50 m (165 ft 8 in), mạn tàu rộng 6,20 m (20 ft 4 in), chiều cao 9,60 m (31 ft 6 in) và mớn nước 4,74 m (15 ft 7 in).
Chúng trang bị hai động cơ diesel Germaniawerft F46 siêu tăng áp 6-xy lanh 4 thì, tổng công suất 2.800–3.200 PS (2.100–2.400 kW; 2.800–3.200 bhp), dẫn động hai trục chân vịt đường kính 1,23 m (4,0 ft), cho phép đạt tốc độ tối đa 17,7 kn (32,8 km/h), và tầm hoạt động tối đa 8.500 nmi (15.700 km) khi đi tốc độ đường trường 10 kn (19 km/h). Khi đi ngầm dưới nước, chúng sử dụng hai động cơ/máy phát điện Garbe, Lahmeyer & Co. RP 137/c  tổng công suất 750 PS (550 kW; 740 shp). Tốc độ tối đa khi lặn là 7,6 kn (14,1 km/h), và tầm hoạt động 80 nmi (150 km) ở tốc độ 4 kn (7,4 km/h). Con tàu có khả năng lặn sâu đến 230 m (750 ft).
Vũ khí trang bị có năm ống phóng ngư lôi 53,3 cm (21 in), bao gồm bốn ống trước mũi và một ống phía đuôi, và mang theo tổng cộng 14 quả ngư lôi, hoặc tối đa 22 quả thủy lôi TMA, hoặc 33 quả TMB. Tàu ngầm Type VIIC bố trí một hải pháo 8,8 cm SK C/35 cùng một pháo phòng không 2 cm (0,79 in) trên boong tàu. Thủy thủ đoàn bao gồm 4 sĩ quan và 40-56 thủy thủ.

### Chế tạo
U-391 được đặt hàng vào ngày 20 tháng 1, 1941, và được đặt lườn tại xưởng tàu của hãng Howaldtswerke ở Kiel vào ngày 9 tháng 1, 1942. Nó được hạ thủy vào ngày 5 tháng 3, 1943, và nhập biên chế cùng Hải quân Đức Quốc Xã vào ngày 24 tháng 4, 1943 dưới quyền chỉ huy của Hạm trưởng, Trung úy Hải quân Gert Dültgen.

## Lịch sử hoạt động
Sau khi hoàn tất việc huấn luyện trong thành phần Chi hạm đội U-boat 5, U-391 được điều sang Chi hạm đội U-boat 3 từ ngày 1 tháng 10, 1943 để hoạt động trên tuyến đầu.
Nó xuất phát từ cảng Kiel vào ngày 23 tháng 10 cho chuyến tuần tra duy nhất trong chiến tranh, băng qua khe GIUK giữa quần đảo Faroe và Iceland để vòng qua quần đảo Anh, và hoạt động trong vùng biển Đại Tây Dương về phía Tây Ireland, vịnh Biscay và Tây Ban Nha.
Vào ngày 28 tháng 11, chiếc tàu ngầm bị một máy bay ném bom Vickers Wellington thuộc Liên đội 179 Không quân Hoàng gia Anh (RAF) tấn công ở vị trí ngoài khơi bờ biển Bồ Đào Nha, tại tọa độ 39°04′B 16°25′T / 39,067°B 16,417°T. Phía Anh tin rằng họ đã đánh chìm được tàu ngầm U-542, nhưng đợt tấn công này thực ra đã nhắm vào U-391, và nó chỉ bị hư hại nhẹ.
Đến ngày 13 tháng 12, U-391 bị một máy bay ném bom B-24 Liberator thuộc Liên đội 53 RAF thả mìn sâu đánh chìm ở rìa phía Tây vịnh Biscay, về phía Tây Bắc mũi Ortegal, Tây Ban Nha, tại tọa độ 45°45′B 09°38′T / 45,75°B 9,633°T. Toàn bộ 51 thành viên thủy thủ đoàn của U-391 đều tử trận.

### "Bầy sói" tham gia
U-391 từng tham gia ba bầy sói:
- Eisenhart 1 (9 – 15 tháng 11, 1943)
- Schill 3 (18 – 22 tháng 11, 1943)
- Weddigen (22 tháng 11 – 7 tháng 12, 1943)